# 松本市立波田小学校
松本市立波田小学校（まつもとしりつはたしょうがっこう）は、長野県松本市波田にある公立小学校。

## 概要
1947年4月1日に、波田尋常小学校を波田村立波田小学校に改めて発足、1973年の町制施行により波田町立波田小学校に、2010年の松本市への併合により松本市立波田小学校になった。
2010年の松本市との合併までは長い間、1つの町（あるいは村）に1つの小学校と1つの中学校という成り立ちであった。校庭には赤松の木とつつじが多い。学校の北側には崖があるが、これは梓川の河岸段丘のうち一番下の段丘と2番目の段丘の境になる崖であり、崖の上からは一番下の段丘の中央部を流れる梓川や対岸を望むことができる。
長野県波田学院（長野県松本市波田下島地籍）に「松原分室」がある。

## 児童数
- 2009年935名（男子477、女子458。1年167、2年154、3年153、4年163、5年156、6年142）
- 1995年1002名（男子497、女子505）
- 1990年1126名（男子576、女子550）
- 1985年1271名（男子651、女子615）
- 1980年1134名（男子590、女子544）
- 1975年819名（男子403、女子416）

## 教育目標
教育目標＝「まつかぜ」
ま＝まなびあおう
つ＝つづけよう
か＝かがやこう
ぜ＝ぜんいんで

## 通学区域
旧波田町に相当。
- 波田（波田1区～27区[1]）

## 進学先中学校
- 松本市立波田中学校

## 校歌
作詞：窪田章一郎、作曲：飯沼信義

## 校章
四囲を山に囲まれ、広い田畑と松の葉をデザインしている。1950年に改定されたもの。

## 沿革

### 敗戦前
- 1873年（明治6年） 明智学校を開校
- 1874年（明治7年） 三明学校を開校
- 1874年（明治7年）10月 上波多村、下波多村、三溝村が合併して波多村が成立する
- 1875年（明治8年） 明智学校をわけて、明智学校・至徳学校とする
- 1878年（明治11年） 至徳学校を上波多学校、明智学校を下波多学校、三明学校を三溝学校とする（全国での動きによるもの）
- 1885年（明治18年） 全村1校の波多学校になり、支校を1つ、分教場を1つおく
- 1892年（明治25年） 支校を独立させ、波多西尋常小学校・波多東尋常小学校とし、波多西尋常小学校に分教場をおく
- 1901年（明治34年） 統合して波多尋常小学校とし、分教場を2か所におく
- 1907年（明治40年） 波多尋常高等小学校を、波田小学校の現在地の近くに移転し、分教場を廃止する
- 1908年（明治41年）4月 尋常科6年、高等科2年になる
- 1920年（大正9年）12月 波田小学校が現在ある場所に移転する
- 1933年（昭和8年）12月 校章を制定する
- 1938年（昭和13年）4月 国旗掲揚塔を新設する
- 1938年（昭和13年）8月 校庭で第14師団地方馬検査が行われる
- 1941年（昭和16年）4月 波田国民学校と改称し、高等科2年まで義務教育となる
- 1944年（昭和19年）5月 校庭を開墾して大豆を栽培する
- 1945年（昭和20年）4月 疎開して来た陸地測量部が体操場で仕事を始める

### 終戦後
- 1947年（昭和22年） 波田国民学校を波田小学校と改称
- 1950年（昭和25年） 校章を変更する
- 1960年（昭和35年） 暖房が薪から石炭に切り替えられる
- 1961年（昭和36年） プールが完成する
- 1963年（昭和38年） 民俗資料室を設置
- 1964年（昭和39年） 小・中学校・保育園を統合した給食センターが完成する
- 1965年（昭和40年） 養護学級が開設される
- 1969年（昭和44年）7月 校舎改築工事が着工する
- 1971年（昭和46年）4月 校舎改築の竣工式が行われた
- 1973年（昭和48年）4月 町制施行により波田町立波田小学校となる
- 1973年（昭和48年）4月 長野県信濃学園に分室（2学級）を設置（78年に長野県松本養護学校へ移管）
- 1975年（昭和50年）3月 校歌を制定する
- 1988年（昭和63年）11月 『波田小学校百年誌』が発刊される
- 2010年（平成22年）3月31日 松本市への併合により松本市立波田小学校となる

### 波田小学校の写真画像

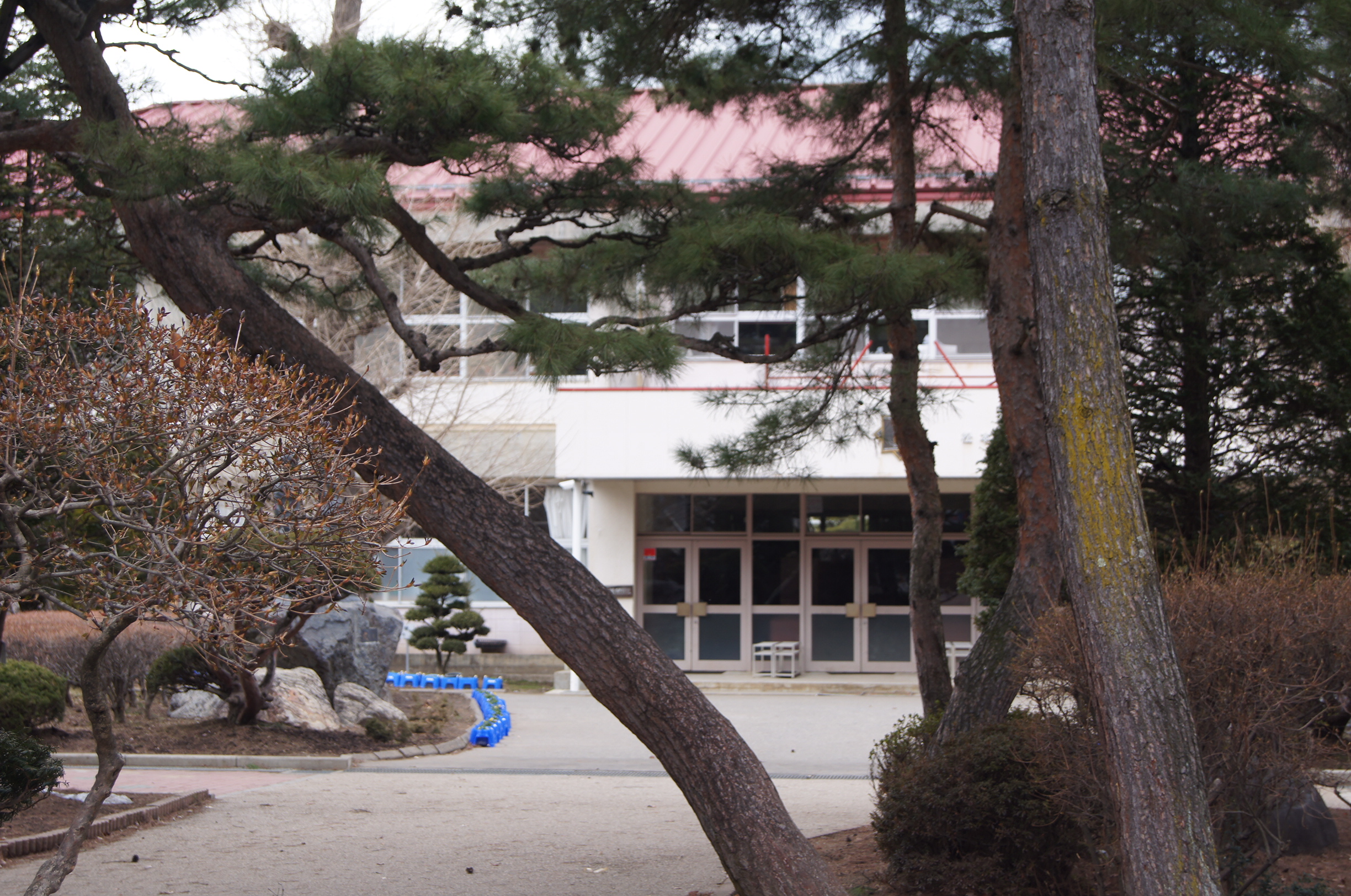
松林の松と大きなツツジを通して玄関を見たところ。12年3月22日朝撮影
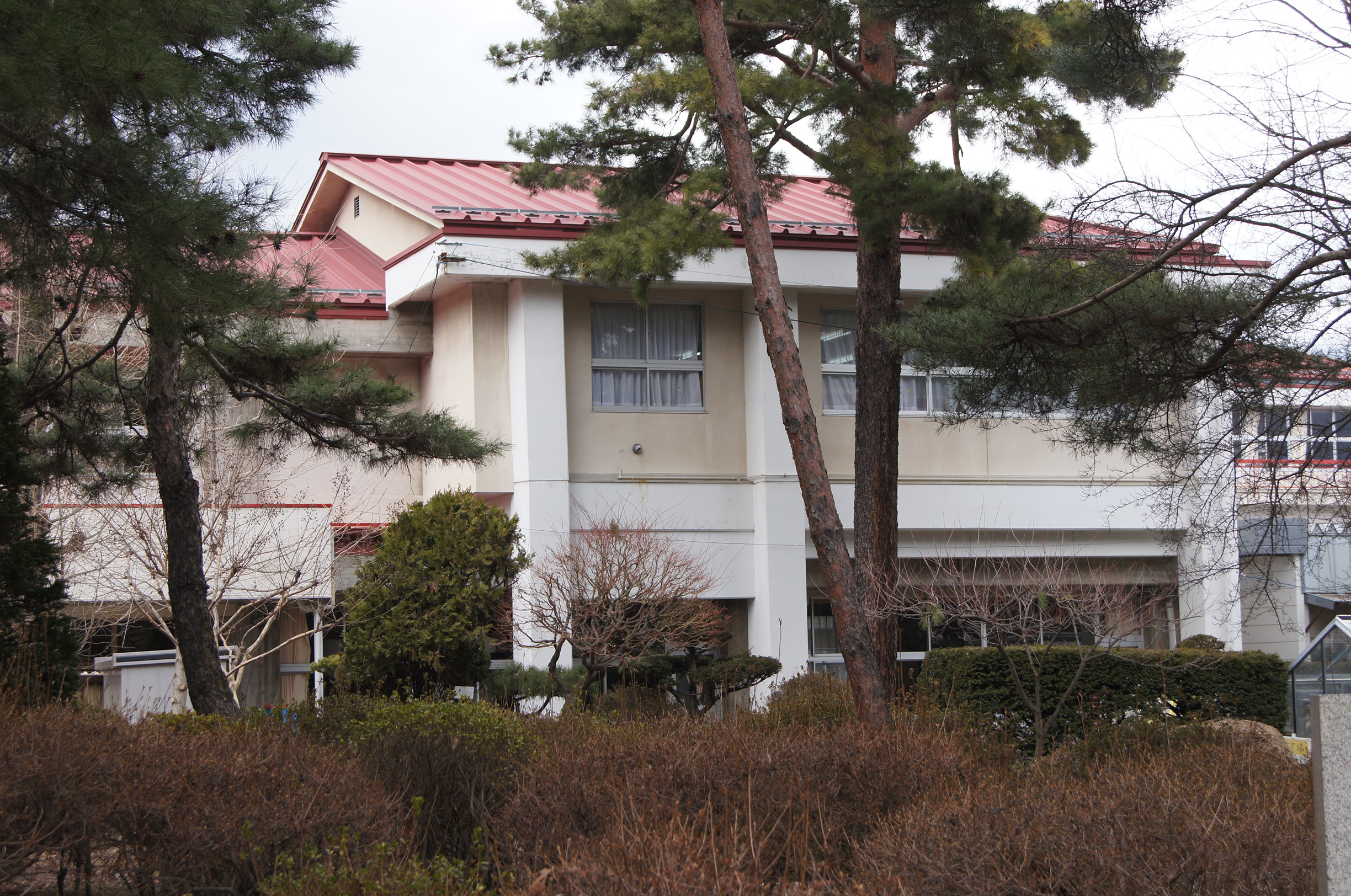
松の木から少し離れて、木の全景が入るようにした。12年3月22日朝撮影
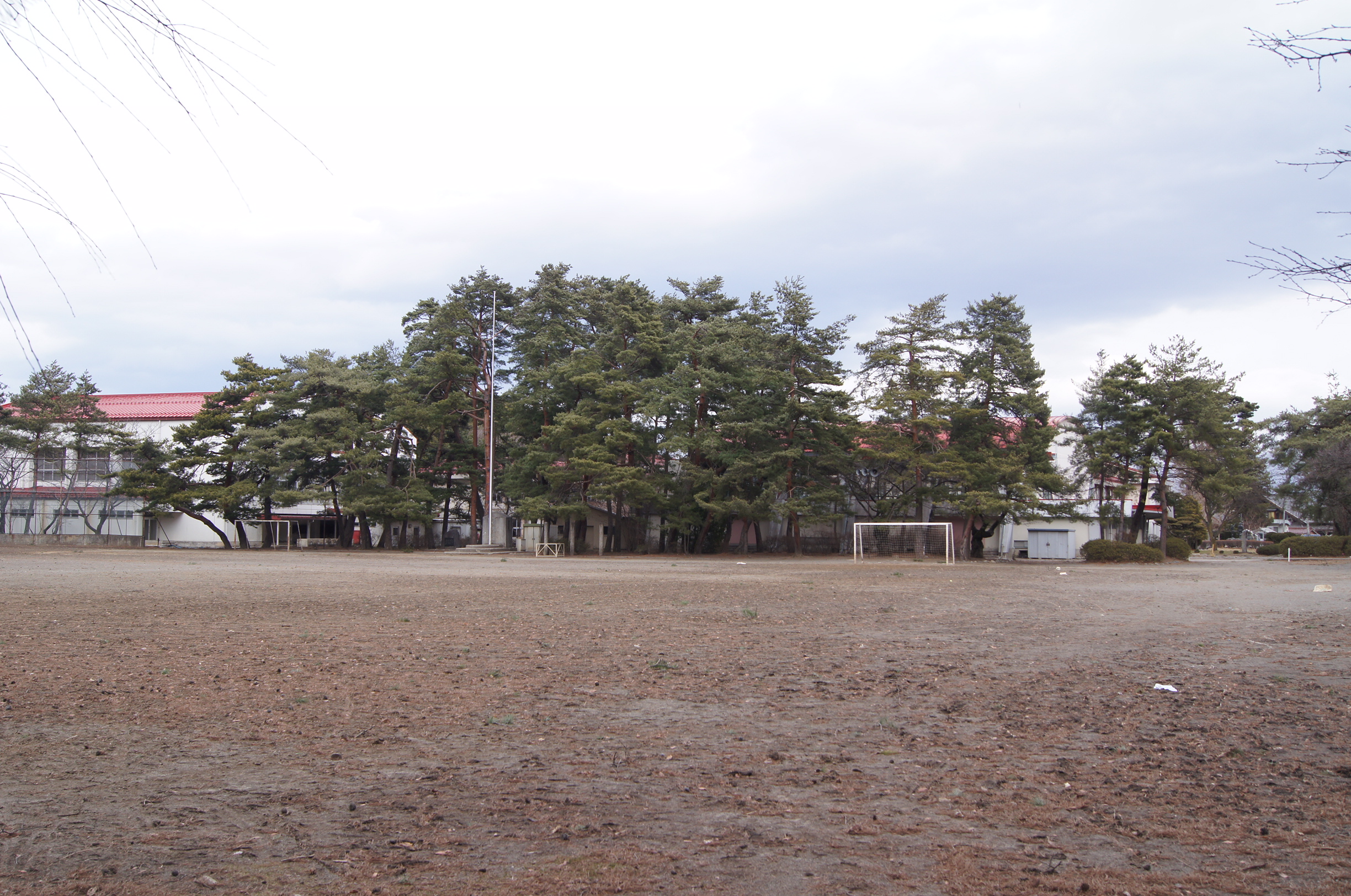
西側の校庭を通して見た小学校の建物。校庭の西・北にも樹齢100年を超す松の木が茂る。12年3月22日撮影
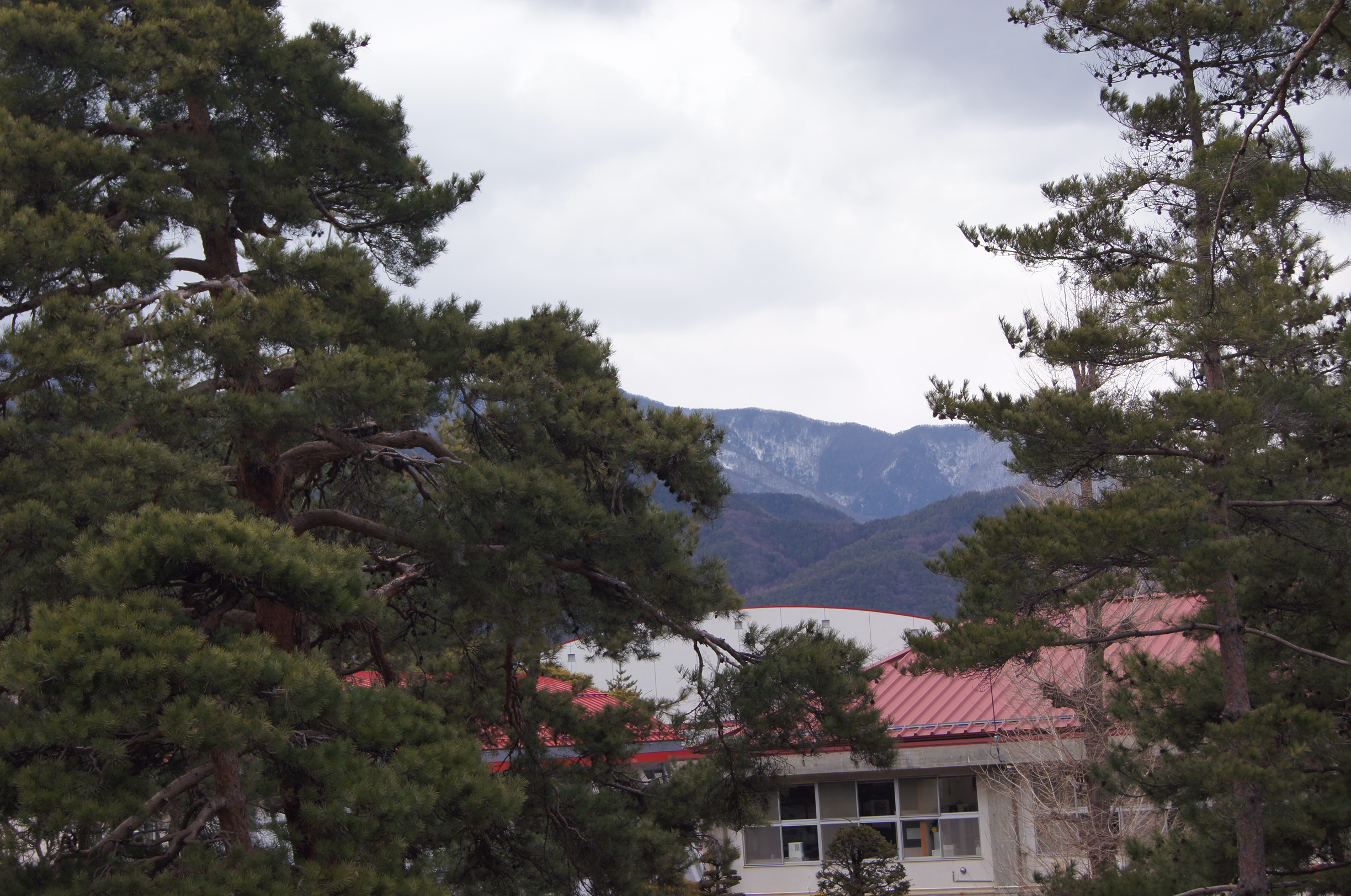
小学校の屋根越しに見た梓川対岸の里山。この里山の向こうに穂高連山があるはず。12年3月22日撮影

## 交通アクセス
- アルピコ交通（通称・松本電鉄）上高地線波田駅から徒歩約5分。

## 周辺
- 松本市立波田中学校
- 松本市役所波田支所
- 松本ハイランド農協波田支所